# 爱玛客
爱玛客（Aramark Corporation）是一家美国管理服务公司，为各行业提供食品服务，总部位于费城。2018年时为财富美国500强第27大公司。

## 历史
其前身是达沃和亨利·戴维斯兄弟在1936年成立的戴维斯兄弟公司（Davidson Brothers），1959年达沃和威廉·费雪（William Fishman）成立ARA公司（Automatic Retailers of America），该公司在1960年上市，曾为1968年夏季奥运会提供服务。1969年，公司改名为ARA服务公司（ARA Services），1994年改名爱玛客。
- 2013年，ARAMARK重新在纽约股票交易所上市。
- 2014年，董事会宣布埃里克·福斯（Eric Foss）为董事长。
- 2015年，Aramark收购了爱尔兰的零售和酒店业务Avoca Handweavers。
- 2017年8月，Aramark与The Humane Society合作，这是他们为消费者增加植物性食品的举措的一部分。 培训伙伴关系包括为期六个月的一系列基于植物的烹饪培训。
- 2017年，Aramark通过收购AmeriPride，扩大了在美国和加拿大的制服业务。[9] [10]。

- 2019年8月26日，埃里克·福斯（Eric J.Foss）卸任首席执行官（CEO）。